# Naranapuram
Naranapuram là một thị xã panchayat của quận Virudhunagar thuộc bang Tamil Nadu, Ấn Độ.

## Nhân khẩu
Theo điều tra dân số năm 2001 của Ấn Độ, Naranapuram có dân số 9342 người. Phái nam chiếm 49% tổng số dân và phái nữ chiếm 51%. Naranapuram có tỷ lệ 63% biết đọc biết viết, cao hơn tỷ lệ trung bình toàn quốc là 59,5%: tỷ lệ cho phái nam là 73%, và tỷ lệ cho phái nữ là 55%. Tại Naranapuram, 13% dân số nhỏ hơn 6 tuổi.
Nêu rõ hơn ve đời sống vật chất ở tỉnh này, bao nhiêu phần trăm số dân theo đạo: Phật giáo, tin lành, thiên chúa giáo. Nền kinh tế phát triển như thế nào ? mặt mạnh nhất để phát triển nền kinh tế của Naranapuram